# جذفم
الرَّسَّاس أو الجذفم (الاسم العلمي: Rhizostoma) هو جنس من الحيوانات يتبع الفصيلة الجذفمية من رتبة الجذفميات.

## أنواع الجذفم
- جذفم كوفيري
- جذفم أصفر
- جذفم زخرفي